# Vellerot-lès-Belvoir
Vellerot-lès-Belvoir é uma comuna francesa na região administrativa de Borgonha-Franco-Condado, no departamento de Doubs. Estende-se por uma área de 6,04 km². Em 2010 a comuna tinha 95 habitantes (densidade: 15,7 hab./km²).